# Betty Vega Vidal
Betty Vega Vidal, más conocida por su nombre artístico Chinita Cordillerana (Lima, 1961), es una cantante de música andina peruana.

## Biografía
Betty Vega Vidal nació en Lima, de padres ancashinos: Es hija del violinista Mauro Vega y de la cantante Antonia Vidal. A los 6 años inició su carrera artística. En 1967 fue bautizada por La Casa de la Cultura, con el pseudónimo de “Chinita Cordillerana”. En ese año grabó en la disquera MAG, en la década del 80 grabó su primer LP con el conjunto “Los viajeros de Llumpa”.
En los 90 grabó con el conjunto “Generación Andina”, los temas ancashinos: Vale la Pena, Bendita Tierra Mía, Algún Día, Ya te Olvidé, Pasto Ruri, Casualidad, Retorno a mi Tierra, entre otros. 

## Reconocimientos
Ha sido acreedora de una serie de reconocimientos y distinciones por entidades como el Club Ancash y el Congreso de la República por sus 40 años de vida artística, la municipalidad de Lima, la dirección regional de cultura de Ancash y la municipalidad provincial de Huaraz.